# Le Tombeau des glyphes
Le Tombeau des glyphes est le 20e et dernier album de la série Sophie de Jidéhem, paru en 1995. Il reprend la cinquante-septième histoire des aventures de Sophie, publiée pour la première fois dans le journal Spirou en 1994 (no 2948 à no 2957).